# Lauri Huhdanpää
Lauri Huhdanpää (ur. 7 kwietnia 1995 w Tampere) – fiński hokeista.

## Kariera
- Tappara U16 (2010-2011)
- KOOVEE U16 (2010-2011)
- KOOVEE U18 (2010-2011)
- Ilves U17 (2011-2012)
- Ilves U18 (2011-2013)
- Ilves U20 (2012-2015)
- Jokerit U20 (2015)
- Tappara U20 (2015-2016)
- Jokipojat (2016-2017)
- KeuPa HT (2017-2018)
- Jokipojat (2018-2019)
- IPK (2019-2020)
- KooVee (2020-2021)
- KH Energa Toruń (2021-2022)
- Podhale Nowy Targ (2022)
- HK Brezno (2022-2023)
- JKH GKS Jastrzębie (2023)
- STS Sanok (2023-2025)
- Re-Plast Unia Oświęcim (2025)

Wychowanek klubu Tappara Tampere w rodzinnym mieście. Grał w drużynach juniorskich macierzystego klubu, a potem także KooVee, od 2011 Tampereen Ilves, w 2015 Jokerit, a w sezonie 2015/2016 ponownie grał w Tappara do lat 20. Od 2016 występował w drużynach z rozgrywek Mestis: Jokipojat, KeuPa HT, ponownie Jokipojat, IPK i KOOVEE. W lipcu 2021 został zaangażowany do zespołu KH Energa Toruń w rozgrywkach Polskiej Hokej Ligi. Latem 2022 przeszedł do innego klubu z tej ligi, Podhala Nowy Targ. Na początku sezonu 2022/2023 we wrześniu 2022 został zwolniony tam. W październiku 2022 został zaangażowany do słowackiego klubu HK Brezno. Pod koniec stycznia 2022 przeszedł do JKH GKS Jastrzębie. Po sezonie 2022/2023 odszedł z JKH. W październiku 2023 dołączył do STS Sanok. Pod koniec stycznia 2025 przeszedł do Re-Plast Unii Oświęcim. Po sezonie 2024/2025 odszedł z Unii.
Występował w reprezentacjach juniorskich Finlandii do lat 17.

## Sukcesy
Klubowe
- Srebrny medal U16 SM-sarja: 2011 z Tappara U16
- Srebrny medal U17 SM-sarja: 2012 z Tappara U17
- Złoty medal Mestis: 2018 z KeuPa HT
- Finał Pucharu Polski: 2021 z KH Energa Toruń

Indywidualne
- Mestis (2016/2017):
  - Najlepszy pierwszoroczniak miesiąca - październik 2016
  - Pierwsze miejsce w klasyfikacji asystentów wśród pierwszoroczniaków w sezonie zasadniczym: 31 asyst
  - Pierwsze miejsce w klasyfikacji kanadyjskiej wśród pierwszoroczniaków w sezonie zasadniczym: 38 punktów
  - Najlepszy pierwszoroczniak sezonu